# Kanaal Duinkerke-Schelde
Het kanaal  Duinkerke-Schelde is een kanaal in de regio Hauts-de-France dat de zeehaven van Duinkerke verbindt met de gekanaliseerde Schelde bij Valenciennes. Het werd uitgebouwd in de jaren 50 en 60 van de twintigste eeuw door de modernisering van een aantal bestaande kanalen en rivieren zodat een waterweg ontstond geschikt voor duwkonvooien tot 3.000 ton. Het kanaal telt 8 sluizen waarvan de sluis bij Arques op het Canal de Neufossé de voormalige Scheepslift van Fontinettes vervangt. Het volledige tracé bestaat uit de volgende kanalen en gekanaliseerde rivieren.
- Van Duinkerke tot Watten: Dérivation de Mardyck, Canal de Bourbourg, Dérivation de la Colme, Canal de la Haute Colme
- Van Watten tot Saint-Omer: de gekanaliseerde Aa
- Van Saint-Omer tot Aire-sur-la-Lys: het Canal de Neufossé
- Van Aire-sur-la-Lys tot La Bassée: het Canal d'Aire à la Bassée
- Van La Bassée tot Douai: het Canal de la Haute-Deule
- Van Douai tot Bouchain: het Canal de la Sensée